# 佐々木あかね
佐々木 あかね（ささき あかね、1979年1月12日 - ）は、日本のイラストレーター、漫画家。女性。成人向け漫画では、かぽんこたろう名義を使用している。
主にテーブルトークRPG関係の書籍のイラストを手がけている。テーブルトークRPG開発企業であるファーイースト・アミューズメント・リサーチ社の社員だったが、退社しフリーとなる。

## 作品リスト

### コミック（一般向け）

#### オリジナル作品
- 『姫様忍法帳 天下☆無双』 スクウェア・エニックス〈ガンガンWINGコミックス〉、全2巻
  - 上：2002年8月発売、ISBN 4-7575-0766-6
  - 下：2003年2月発売、ISBN 4-7575-0879-4

#### コミカライズ作品
- 『FORTUNE ARTERIAL Character's Prelude』 2008年、原作：オーガスト、アスキー・メディアワークス、全1巻
- 『アリアンロッド・サガ・コンチェルト』 2010年 - 2011年、原作：菊池たけし / F.E.A.R.、アスキー・メディアワークス、全2巻
- 『大図書館の羊飼い』 2012年 - 2014年、原作：オーガスト、アスキー・メディアワークス、全4巻
- 『ヤンキーは異世界で精霊に愛されます。』 作：黒井へいほ、アルファポリス〈アルファポリスコミックス〉、全5巻
  1. 2017年11月30日初版発行[3]、ISBN 978-4-43423-871-0
  2. 2018年12月31日初版発行[4]、ISBN 978-4-43425-340-9
  3. 2019年11月30日初版発行[5]、ISBN 978-4-43426-640-9
  4. 2020年9月30日初版発行[6]、ISBN 978-4-43427-894-5
  5. 2021年10月31日初版発行[7]、ISBN 978-4-43429-510-2
- 『転生貴族の異世界冒険録 〜カインのやりすぎギルド日記〜』2020年 - 2022年、原作：夜州、キャラクター原案：藻、一二三書房〈コミックポルカ〉、全3巻（4巻以降は香本セトラに交代）
- 『便利すぎるチュートリアルスキルで異世界ぽよんぽよん生活』 原作：御峰。、アルファポリス〈アルファポリスコミックス〉、連載中、既刊2巻

### TRPGイラスト
- アリアンロッドRPGシリーズ
- アリアンロッドRPG 2Eシリーズ
- ダブルクロスシリーズ
- セブン=フォートレスリプレイ「ラ・アルメイアの幻砦」

### 小説挿絵
- 『フォート探偵団ファイル1 牙王城の殺劇』 2002年1月25日発売[8]、富士見書房〈富士見ミステリー文庫〉、ISBN 4-8291-6146-9
- 『アリアンロッド・サガ（小説）』 2008年 - 2010年、原作：菊池たけし / F.E.A.R.、富士見書房、全3巻
- 『俺たちのクエスト 〜クズカード無双で異世界成り上がり〜』 著者：みかみてれん、KADOKAWA〈カドカワBOOKS〉、全2巻
  1. 2016年2月10日発売[9]、ISBN 978-4-04103-941-0
  2. 2016年6月10日発売[10]、ISBN 978-4-04103-942-7
- 『そうだ。奴隷を冒険者にしよう』 、著者：HATI、2023年11月21日発売[11]、ベストセラーズ〈ワニのピア文庫〉、ISBN 9784584396001

### その他
- アニメイトから発売された「ツンデレクッキー」「巫女茶」などのキャラクターデザインを行っている。